# Antonieta de Mérode
Antonieta Ghislaine de Mérode (em francês:  Antoinette Ghislaine de Merode; Bruxelas, 28 de setembro de 1828 — Paris, 10 de fevereiro de 1864), foi uma nobre belga e Princesa Consorte de Mônaco pelo seu casamento com o príncipe Carlos III de Mônaco.

## Família
Antonieta foi a filha de Werner Ghislaine de Mérode, Conde de Mérode-Westerloo e de Vitória de Spangen d'Uyternesse. Os seus avós paternos eram o conde Guilherme de Mérode e Maria d'Oignies-Mastaing, princesa de Grimberghen. Os seus avós maternos eram o conde Francisco de Spangen d'Uyternesse e Luísa de Flaveau.

## Biografia
No dia 28 de setembro de 1846, no seu aniversário de dezoito anos, Antonieta casou-se com o então príncipe hereditário Carlos Honorato Grimaldi, de vinte e sete anos, em Bruxelas, na atual Bélgica. Ele era filho do príncipe Florestan I de Mônaco e de Maria Caroline Gibert de Lametz.
Foi uma cerimônia de casamento dupla, pois sua irmã mais velha, Luísa, casou-se com Carlos Emanuel dal Pozzo, 5.° Príncipe de Cisterna, no mesmo dia. A filha deles foi Maria Vitória dal Pozzo, rainha consorte de Amadeu I de Espanha.

Monograma da princesa.

O príncipe e a princesa de Mônaco apenas tiveram um filho, Alberto I.
A princesa faleceu no dia 10 de fevereiro de 1864, aos 35 anos, e foi enterrada na Catedral de São Nicolau, em Mônaco.

## Descendência
- Alberto I de Mônaco (13 de novembro de 1848 – 27 de junho de 1922), sucessor do pai. Sua primeira esposa foi Maria Vitória Hamilton, com quem teve um filho, e depois foi casado com Alice Heine como seu segundo marido, mas não teve mais filhos.